# Дрейер (лунный кратер)
Кратер Дрейер (лат. Dreyer) — большой древний ударный кратер на восточной границе Моря Краевого на обратной стороне Луны. Название присвоено в честь ирландско-английского астронома датского происхождения Джона Людвига Эмиля Дрейера (1852—1926) и утверждено Международным астрономическим союзом в 1970 г. Образование кратера относится к нектарскому периоду.

## Описание кратера
Ближайшими соседями кратера являются кратер Янский на западе-юго-западе; кратер Ибн Юнус на северо-западе; кратер Гинцель на севере; кратер Мебиус на северо-востоке; кратер Герц на востоке-северо-востоке; кратер Моисеев на востоке; кратер Зенгер на юго-востоке; кратер Эрро на юге-юго-востоке и кратер Бэбкок на юге-юго-западе. На юго-западе от кратера находится Море Смита. Селенографические координаты центра кратера 10°14′ с. ш. 97°05′ в. д. / 10,24° с. ш. 97,09° в. д., диаметр 63,8 км, глубина 2,7 км.
Кратер имеет полигональную форму и значительно разрушен за длительное время своего существования. Северо-восточная часть кратера перекрыта сатеелитным кратером Дрейер C (см. ниже), к юго-восточной части примыкает сателлитный кратер Дрейер K, западная часть вала перекрыта приметным маленьким чашеобразным кратером. Вал кратера существенно разрушен, имеет небольшой разрыв в южной части. Высота вала над окружающей местностью достигает 1220 м , объем кратера составляет приблизительно 3 200 км³. Дно чаши кратера сравнительно ровное, имеется центральный пик.

## Сателлитные кратеры
| Дрейер | Координаты                                            | Диаметр, км |
| ------ | ----------------------------------------------------- | ----------- |
| C      | 11°00′ с. ш. 98°16′ в. д. / 11° с. ш. 98,26° в. д.    | 35,4        |
| D      | 10°43′ с. ш. 99°50′ в. д. / 10,71° с. ш. 99,83° в. д. | 24,9        |
| J      | 9°01′ с. ш. 98°31′ в. д. / 9,02° с. ш. 98,52° в. д.   | 26,9        |
| K      | 9°14′ с. ш. 97°44′ в. д. / 9,24° с. ш. 97,73° в. д.   | 21,6        |
| R      | 8°29′ с. ш. 94°29′ в. д. / 8,49° с. ш. 94,48° в. д.   | 18,1        |
| W      | 11°46′ с. ш. 95°48′ в. д. / 11,77° с. ш. 95,8° в. д.  | 30,7        |

- Образование сателлитного кратера Дрейер C относится к раннеимбрийскому периоду[1].

## См.также
- Список кратеров на Луне
- Лунный кратер
- Морфологический каталог кратеров Луны
- Планетная номенклатура
- Селенография
- Минералогия Луны
- Геология Луны
- Поздняя тяжёлая бомбардировка